# Porella
Porella (deutsch Kahlfruchtmoos) ist eine Gattung von beblätterten Lebermoosen der Familie Porellaceae.

## Merkmale
Die kräftigen Pflanzen sind einfach bis zweifach (selten dreifach) gefiedert und bis 10 Zentimeter lang. Die Laminazellen haben schwach bis stark verdickte Zellecken. Die Ölkörper sind meist klein und zahlreich. Die Sporenkapsel öffnet sich mit meist 4, seltener bis 16 Klappen.

## Arten
Die zirka 80 weltweit bekannten Arten sind schwerpunktmäßig in den Tropen und Subtropen, besonders in Ostasien verbreitet. In Deutschland, Österreich und der Schweiz sind aktuell drei Arten vertreten:
- Scharfes Kahlfruchtmoos (Porella arboris-vitae)
- Porella cordaeana (Cordas Kahlfruchtmoos, Bach-Kahlfruchtmoos)
- Breitblättriges Kahlfruchtmoos (Porella platyphylla)

Bei Porella baueri handelt es sich um eine Sippe, die vermutlich durch Bastardisierung aus Porella platyphylla und Porella cordaeana entstanden ist. Sie wird allgemein nicht als eigene Art anerkannt, da eine klare Trennung meist nicht möglich ist und wird zu Porella platyphylla gestellt.